# Королевский шведский полк (Франция)
Королевский шведский полк (фр. Régiment Royal-Suédois) — полк во французской армии, созданный в 1690 году и состоявший по большей части из шведов.

## История
Шведы, составившие костяк полка, первоначально состояли на службе в трёх голландских полках, однако в битве при Флерюсе (1690) попали в плен к французам, которые, согласно обычаю того времени, предложили им перейти на службу Франции.
Название было присвоено полку лишь в 1742 г. после того, как он отличился при обороне захваченной ранее Праги. Одновременно с этим в награду полку были дарованы привилегии, полагавшиеся всем королевским полкам.
В 1760 г. в Королевский шведский полк влился Королевский польский полк (Руайаль-Полонь). В 1791 г. полк сменил название на 89-й линейный полк.
Являлся своеобразной кузницей офицеров для шведской армии. За время своего существования участвовал в Войне за пфальцское наследство (1688—1697), Войне за испанское наследство (1701—1713), Войне за польское наследство (1733—1735), Войне за австрийское наследство (1740—1748), Семилетней войне (1756—1763) и Войне американских штатов за независимость (1775—1783).
Название Королевский шведский полк носил также находившийся на шведской службе полк, набранный в Померании в 1813 г. и состоявший из французов и итальянцев. После участия в незначительных стычках на территории Норвегии был 23 декабря 1814 г. расформирован.

## Командиры полка
- Ю. Г. Лейслер (1690)
- Э. М. Спарре (1694)
- Ю. Г. де Ленк (1714)
- П. Аппельгрен (1734)
- Й. М. Спарре (1742)
- А. С. Й. Спарре (1756)
- Л. Э. Й. Спарре (1770)
- А. фон Ферзен (1783)
- К. де Фурстенвёртер (1791)
- Ж. де Бруссель (1793).

## Униформа
| Униформа образца 1734 г. | Униформа образца 1762 | Униформа образца 1776 |

## Знамёна

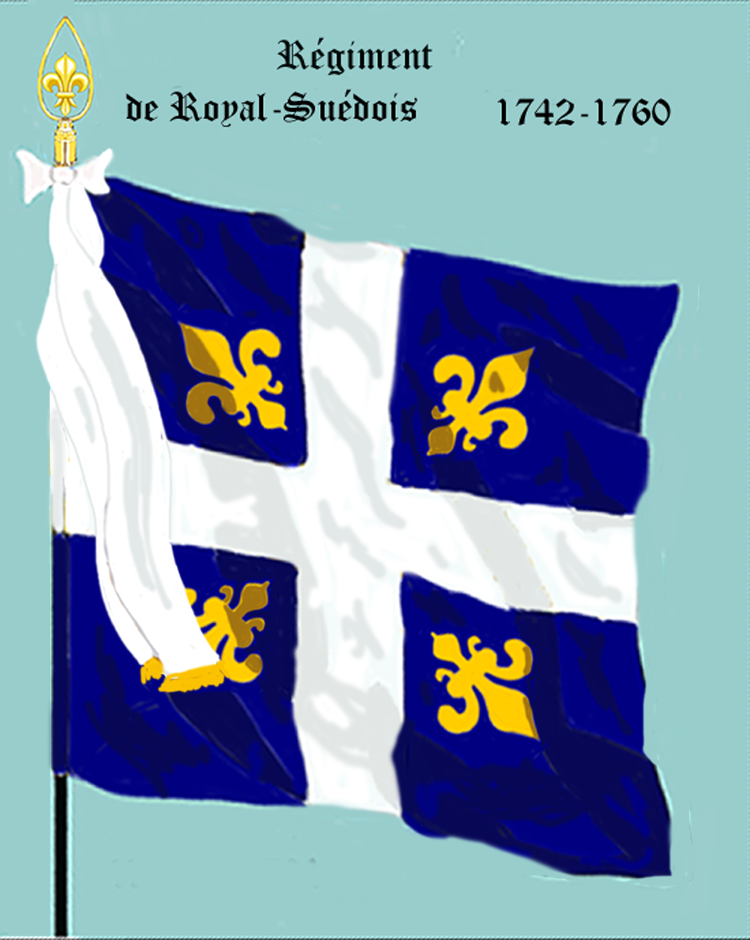
Полковое знамя 1742-1760
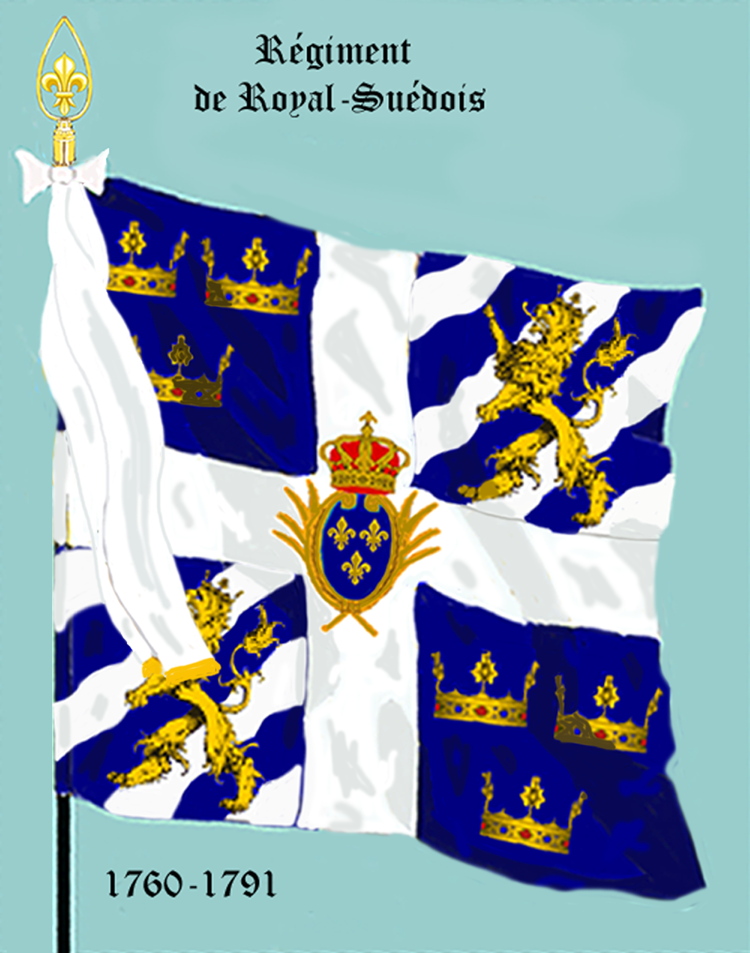
Полковое знамя 1760-1791

## Известные люди, служившие в полку
- Армфельт, Магнус Вильгельм
- Стедингк, Курт Богислаус Людвиг Кристофер фон
- Ферзен, Ханс Аксель фон

## Источник
Nordisk familjebok. V. 11. Stockholm, 1909